# Serge Cormier
Pour l’article homonyme, voir Cormier (homonymie).
Serge Cormier (né en 1975 à Maisonnette dans le Nouveau-Brunswick) est un homme politique canadien du Nouveau-Brunswick. Il est élu député fédéral de la circonscription de Acadie—Bathurst lors de l'Élection fédérale canadienne de 2015 et siège depuis lors à la Chambre des communes du Canada en tant que libéral.